# Список об'єктів Світової спадщини ЮНЕСКО в Естонії
У списку об'єктів Світової спадщини ЮНЕСКО в Естонії станом на 2015 налічується 2 об'єкти культурного типу.

## Розташування об'єктів
| Таллінн Дуга Струве class=notpageimage\| Розташування об'єктів на мапі Естонії |

## Список
У списку подано перелік об'єктів Світової спадщини ЮНЕСКО в Естонії в порядку їх включення до списку.
Кольорами у списку позначено:
| № | Зображення | Назва                                                                                          | Розташування | Час створення | Рік внесення до списку | №    | Критерії   |
| - | ---------- | ---------------------------------------------------------------------------------------------- | --- | ------------- | ---------------------- | ---- | ---------- |
| 1 |            | Історичний центр (Старе місто) Таллінна (ест. Tallinna vanalinn)                               | місто Таллінн | 1154          | 1997                   | 822  | ii, iv     |
| 2 |            | Геодезична дуга Струве (англ. Struve Geodetic Arc) * Вийвіре * Сімуна * Тартуська обсерваторія | Естонія (спільно з Білоруcсю , Латвією , Литвою , Молдовою , Норвегією , Росією , Україною , Фінляндією та Швецією ) | 1816—1855     | 2005                   | 1187 | ii, iv, vi |

## Розташування кандидатів
| Курессааре Балтійський уступ Ліси на Сааремааclass=notpageimage\| Розташування кандидатів на внесення до списку на мапі Естонії |

## Попередній список
У списку подано перелік об'єктів, запропонованих урядом Естонії до внесення у список Світової спадщини ЮНЕСКО.
| № | Зображення | Назва                                               | Розташування                    | Час створення     | Рік внесення до списку | №    | Критерії         |
| - | ---------- | --------------------------------------------------- | ------------------------------- | ----------------- | ---------------------- | ---- | ---------------- |
| 1 |            | Фортеця Курессааре (ест. Kuressaare piiskopilinnus) | місто Курессааре повіт Сааремаа | кін. XIV століття | 2002                   | 1716 | iv               |
| 2 |            | Балтійський уступ (ест. Balti klint)                | повіти Ляянемаа та Іда-Вірумаа  | —                 | 2004                   | 1852 | vii, viii, ix, x |
| 3 |            | Ліси на острові Сааремаа                            | повіт Сааремаа                  | —                 | 2004                   | 1854 | змішаний         |